# Eviota atriventris
Eviota atriventris, tên thông thường là neon dwarfgoby hoặc blackbelly dwarfgoby, là một loài cá biển thuộc chi Eviota trong họ Cá bống trắng. Loài này được mô tả lần đầu tiên vào năm 2012.
E. atriventris trước đây đã bị nhầm lẫn là loài Eviota pellucida, vốn được tìm thấy ở một số hòn đảo thuộc châu Đại Dương và quần đảo Ryukyu.

## Từ nguyên
Từ atriventris trong danh pháp của E. atriventris được ghép từ 2 âm tiết trong tiếng Hy Lạp: atrus ("màu đen") và venter ("bụng"), ám chỉ sắc đen nổi bật ở vùng bụng của loài cá này.

## Phạm vi phân bố và môi trường sống
E. atriventris có phạm vi phân bố ở Tây Thái Bình Dương. Loài cá này được tìm thấy ở xung quanh quần đảo Ryukyu (Nhật Bản); ngoài khơi cực nam Thái Lan (ở vùng biển giáp Ấn Độ Dương); nhiều địa điểm thuộc Philippines và Indonesia; xung quanh Palau; ngoài khơi Papua New Guinea và khắp quần đảo Solomon; khắp New Caledonia và rạn san hô Great Barrier (Úc). E. atriventris được quan sát ở độ sâu khoảng từ 3 đến 20 m.

## Mô tả
Chiều dài cơ thể tối đa được ghi nhận ở E. atriventris là 1,7 cm. Đầu và thân trong mờ, có màu đỏ cam; bụng có màu đen đặc trưng với một sọc màu trắng băng ngang ở giữa. Một dải vàng chạy dọc theo cột sống, từ đỉnh đầu đến gốc vây đuôi. Một sọc vàng hẹp chạy từ đầu mõm, băng ngang qua mắt (trên đồng tử) đến phía trên vùng màu đen của bụng, và một sọc vàng ngắn khác nằm ngay dưới đồng tử. Vùng dưới đầu và bụng có màu kem. Tia của tất cả các vây có màu đỏ cam.
Số gai ở vây lưng: 7; Số tia vây ở vây lưng: 7 - 9; Số gai ở vây hậu môn: 1; Số tia vây ở vây hậu môn: 7 - 8; Số tia vây ở vây ngực: 13 - 15.

## Sinh thái học
E. atriventris sống thành từng nhóm nhỏ gần các rạn san hô thuộc chi Acropora, đôi khi các cá thể lại sống đơn độc. Chúng ăn các loài sinh vật phù du, thường xuyên núp dưới các vùng bóng râm của san hô.